# Obred Memfisa-Mizraima
Drevni i primitivni obred Memfisa-Mizraima (tali. Rito Antico e Primitivo di Memphis-Misraïm; engl. Ancient and Primitive Rite of Memphis-Misraïm) je obred u slobodnom zidarstvu koji povezuje ezoteričnu duhovnost s humanističkim idealima. Nastao je u Napulju u rujnu 1881. godine, spajanjem dvaju različitih sustava: Obreda Mizraima, utemeljenog u Veneciji krajem 18. stoljeća i donesenog u Francusku 1814. zahvaljujući braći Bédarride, te Obreda Memfisa, koji je 1838. osnovao Jacques-Étienne Marconis de Nègre. Zbog izražene uporabe hermetičke filozofije i simbolike drevnog Egipta u stupnjevima i ritualima, često se naziva i "egipatskim slobodnim zidarstvom".
Prvi veliki hijerofant ovog obreda bio je Giuseppe Garibaldi, vojni vođa talijanskog ujedinjenja. Pod vodstvom njegovih nasljednika, među kojima su John Yarker (1902. – 1913.) i Theodor Reuss (1913. – 1923.), obred se proširio i izvan Italije. Nakon Reussove smrti, središnje međunarodno upravljanje prestaje, no nacionalne organizacije nastavljaju samostalno djelovati, osobito u Francuskoj. Tamo su ga nastavili razvijati veliki majstori poput Jeana Bricauda, Constanta Chevillona i Roberta Ambelaina, koji je 1960. proveo značajnu reformu rituala.
Obred je poznat po bogatoj hijerarhiji koja je povijesno obuhvaćala od 90 do 99 stupnjeva, iako je većina tih stupnjeva počasna. U središtu njegova učenja stoje ezoterijsko proučavanje i društveni napredak – spaja duhovni razvoj kroz hermetička i kabalistička učenja s idealima humanosti. Unatoč brojnim raskolima i reorganizacijama, ovaj obred i danas djeluje kroz aktivne lože u više zemalja.

## Priznavanje i status
Obred Memfisa-Mizraima prisutan je diljem svijeta slobodnog zidarstva i prakticira se unutar različitih velikih loža koje pripadaju raznim tradicijama slobodnog zidarstva. 
- Nekoliko regularnih velikih loža, uključujući Veliku ložu Hrvatske,[4] koje priznaje Ujedinjena velika loža Engleske uključuju ovaj obred u svoj rad.[5] Inače, Ujedinjena velika loža Engleske ovaj obred smatra "nepravilnim".[6]
- Aktivno se prakticira u ložama koje djeluju pod okriljem Velikog orijenta Francuske, kao i unutar drugih velikih loža koje imaju međusobno priznanje s francuskim velikim orijentom. Osim toga, brojne članice organizacije CLIPSAS-a prihvatile su ovaj obred kao dio svoje prakse.

Njegova se primjena proteže i izvan ovih većih slobodnozidarskih grana, uključujući mnoge neovisne velike lože diljem svijeta, što potvrđuje njegovu široku prisutnost i prihvaćenost kako u tradicionalnim, tako i u liberalnim granama slobodnog zidarstva.

## Povijest

### Podrijetlo i filozofske osnove
Egipatski slobodnozidarski obredi, s tradicijom dugom više od 200 godina, tvrde da potječu od Primitivnog obreda (Primitive Rite) koji se navodno prakticirao u Parizu 1721. godine, iako ta poveznica nikada nije povijesno potvrđena. Također se pozivaju na nasljeđe Primitivnog obreda Filadelfijaca (Primitive Rite of the Philadelphians), utemeljenog u Narbonneu 1779. godine. Povijesna složenost ovih obreda proizlazi iz njihovih specifičnih obilježja: slobodnozidarska legitimnost prenosila se uglavnom putem "povelja" vođa, koji su se do 1998. birali doživotno, a zbog manjinske pozicije u odnosu na globalno slobodno zidarstvo, postoje znatno oskudniji zapisi o njihovom djelovanju u usporedbi s drugim tradicijama slobodnog zidarstva.
U Italiji, egipatsko slobodno zidarstvo, osobito u svojoj strukturi viših stupnjeva poznatih kao Arcana Arcanorum, crpi jedno od svojih ključnih izvorišta iz Ozirijanskog egipatskog reda (tali. Ordine Osirideo Egizio), koji je bio aktivan u Napulju još od 18. stoljeća. Taj je Red, prenoseći hermetičko, alkemijsko i teurgijsko znanje, snažno utjecao na oblikovanje ovog obreda, utkavši u njega elemente egipatske i pitagorejske tradicije.

### Rani ezoterijski utjecaji
U Francuskoj krajem 18. stoljeća pojavilo se više inicijatskih obreda i redova koji su tvrdili da potječu iz drevnih, nemasonskih mističnih tradicija. Godine 1767. pojavljuju se Afrički arhitekti, zatim Primitivni obred Filadelfijaca 1780., Obred savršenih egipatskih inicijanata 1785., Sveti red Sofisijanaca (Ordre Sacré des Sophisiens) 1801. te Prijatelji pustinje 1806. godine. Te su organizacije crpile nadahnuće iz onoga što su nazivale "egipatskom tradicijom", stvarajući sintezu različitih tadašnjih interpretacija drevne mudrosti.
Intelektualne temelje tih obreda činila su neka od najutjecajnijih djela tog doba, među kojima su: Sethosov život (1731.) francuskog svećenika Jeana Terrassona, Oedipus aegyptiacus (1652.) Athanasiusa Kirchera te Primitivni svijet (1773.) Antoinea Courta de Gébelina. Ove su misli bile dodatno obogaćene utjecajima judeokršćanske kabale, neoplatonskog hermetizma te raznih ezoterijskih i viteških tradicija.

### Obred Mizraima
Prva dokumentirana loža Obreda Mizraima u Francuskoj osnovana je u Parizu između 1814. i 1815. godine, pod vodstvom braće Bédarride – Marca, Michela i Josepha – koji su bili časnici srednjeg ranga u Napoleonovoj talijanskoj vojsci. Obred su donijeli iz Napulja, čime su postavili temelje važnog poglavlja francuskog slobodnog zidarstva. Povijesna istraživanja upućuju na to da obred potječe iz Mletačke Republike, vjerojatno temeljem povelje koju je izdao Giuseppe Balsamo, poznatiji kao Cagliostro, prije nego što se proširio kroz francusko-talijanske lože u Kraljevini Napulj. Sustav i povelje braće Bédarride dobile su potporu istaknutih slobodnih zidara, uključujući Thoryja i grofa Murairea, koji su ih povezali sa slobodnim zidarima Škotskog obreda. Nakon pada Carstva, braća su se zbog financijskih poteškoća odlučila komercijalizirati obred, što je izazvalo nezadovoljstvo među članovima. Dio slobodnih zidara povukao se i bezuspješno pokušao pristupiti "velikom konzistoriju" Velikog orijenta Francuske 1816. godine. Obred se suočio s ozbiljnim problemima 1822. kada su ga vlasti Restauracije zabranile jer je služio kao paravan za liberalne i republikanske političke krugove. Zatvoreno je desetak loža, a veliki dio arhiva je zaplijenjen – dio tih dokumenata i danas se čuva u Francuskom nacionalnom arhivu. Iako je tijekom Srpanjske monarhije 1831. obredu ponovno dopušteno djelovanje, samo su četiri pariške lože uspjele obnoviti svoj rad.

### Obred Memfisa
Jean Étienne Marconis de Nègre (1795. – 1868.) osnovao je Obred Memfisa neposredno prije 1838. godine, nakon što je bio isključen iz Obreda Mizraima. Kao veliki meštar i veliki hijerofant svog novog reda, Marconis je razvio sustav koji, iako nikada nije obuhvaćao više od pet ili šest loža u 19. stoljeću u Francuskoj, uspješno se proširio u Sjedinjene Američke Države, Rumunjsku i Egipat. Obred se našao na udaru 1841. godine, kada su ga braća Bédarride prijavila vlastima, optuživši ga za republikanske sklonosti, što je rezultiralo njegovom zabranom u Francuskoj. Godine 1862., kao odgovor na poziv maršala Bernarda Pierrea Magnana za jedinstvom francuskog slobodnog zidarstva, Marconis je pokrenuo pregovore o ujedinjenju svog obreda s Velikim orijentom Francuske. Ovo ujedinjenje imalo je dalekosežne posljedice za daljnji razvoj obreda i njegovu međunarodnu ekspanziju.

### Ujedinjenje pod Garibaldijem
Veliki kolegij obreda Velikog orijenta Francuske, postavši čuvar Obreda Memfisa, službeno je priznao Suvereno svetište Memfisa u Sjedinjenim Američkim Državama (Sovereign Sanctuary of Memphis in the United States). Pod vodstvom velikog majstora Harryja J. Seymoura, to je tijelo osnovalo brojne lože, kako u SAD-u tako i u inozemstvu, uključujući i Suvereno svetište za Veliku Britaniju i Irsku (Sovereign Sanctuary for Great Britain and Ireland) pod vodstvom Johna Yarkera. Presudni trenutak dogodio se 1881. godine, kada je Yarker razmijenio povelje s Reformiranim obredom Mizraima koji je vodio Giambattista Pessina, a pod pokroviteljstvom Giuseppea Garibaldija, koji je tada postao veliki hijerofant ujedinjenih obreda Memfisa i Mizraima. Nakon Garibaldijeve smrti, Yarker je preuzeo vodstvo nad tim objedinjenim obredom.
Oba obreda objedinjena su u jedinstveno tijelo pod nazivom Orijentalni masonski red Drevnog i primitivnog obreda Memfisa i Mizraima (Oriental Masonic Order of the Ancient and Primitive Rite Of Memphis and Misraïm). Uz postojećih 95 stupnjeva, dodana su još dva stupnja administrativnog karaktera – 96. i 97. stupanj. Devedeset i šesti stupanj namijenjen je suverenim velikim meštrima i velikim zapovjednicima nacionalnih obedijencija. Riječ je o časti ad vitam (doživotnoj), koja se nasljeđuje putem svečane investiture. Devedeset i sedmi stupanj pripada isključivo suverenom velikom meštru, velikom zapovjedniku i velikom općem hijerofantu – uzvišenom učitelju svjetlosti. Ovaj stupanj predstavlja prerogativ Egipatskog svećeničkog magistrata, također se dodjeljuje ad vitam i prenosi se na nasljednika isključivo putem prava investiture.

### Razdoblje Papusa i početak 20. stoljeća
U Francuskoj se krajem 19. i početkom 20. stoljeća kao istaknuta ličnost ezoterijskog slobodnog zidarstva pojavio Gérard Encausse, poznatiji pod imenom Papus. Kao osnivač Martinističkog reda i oštar protivnik Velikog orijenta Francuske, Papus je nastojao obnoviti i unaprijediti ezoterijsku slobodnozidarsku tradiciju. Nakon neuspjelih pokušaja da se pridruži Velikoj loži Mizraima i Velikoj loži Francuske, Papus je od Johna Yarkera dobio povelju za osnivanje jedne švedenborške lože. Njegov utjecaj znatno je porastao 1906. godine, kada mu je Yarker dopustio osnivanje Velike lože, a 1908. mu je Théodore Reuss dao odobrenje za utemeljenje Lože "Humanidad", koja je ubrzo postala jezgra Drevnog i primitivnog orijentalnog obreda Memfisa-Mizraima u Francuskoj.
Nakon Papusove smrti, obred su kroz prvo polovicu 20. stoljeća vodile brojne značajne osobe. Teder (Charles Détré) bio je veliki meštar od 1916. do 1918., nakon čega je tu dužnost preuzeo Jean Bricaud i obnašao je do 1934. Slijedio ga je Constant Chevillon, koji je predvodio obred sve do svoje tragične smrti – ubijen je od strane francuske milicije (fran. la Milice) 1944. godine. Nakon njega, red je od 1945. do 1960. vodio Henri-Charles Dupont.

### Razdoblje Roberta Ambelaina
Značajna preobrazba obreda dogodila se pod vodstvom Roberta Ambelaina, koji je preuzeo upravljanje 1960. godine. Ambelain je proveo sveobuhvatnu reformu rituala i preimenovao svoju obedijenciju u Veliku ložu Francuske Drevnog i primitivnog obreda Memfisa-Mizraima (fran. Grande Loge française du Rite ancien et primitif de Memphis-Misraïm). Njegov mandat obilježio je razdoblje intenzivnog razvoja i sustavne organizacije obrednih praksi. Godine 1985. Ambelain je prenio vodstvo na Gérarda Kloppela, čime je započelo novo poglavlje u povijesti ovoga obreda.

### Raskol iz 1998. i suvremeni razvoj
Proces raspada Velike lože Francuske Drevnog i primitivnog obreda Memfisa-Mizraima započeo je 1995. godine. Do fragmentacije su doveli brojni ključni prijepori, uključujući rasprave o uključivanju žena u lože, neovisnosti loža prvih triju stupnjeva u odnosu na više stupnjeve, doživotnim imenovanjima vođa te o razlici između pojmova "obred" i "velika loža". Ti su se sukobi zaoštrili 1997. osnivanjem mješovitog egipatskog "puta", što je izazvalo ozbiljnu krizu.
Konačan raskol dogodio se 24. siječnja 1998., kada se velika loža podijelila u dvije grane. Jednu je frakciju predvodio Georges Claude Vieilledent, koja je osnovala Veliku simboličku ložu Francuske, dok je druga ostala vjerna Gérardu Klopplelu, nastavljajući djelovanje pod nazivom Velika francuska muška loža Memfisa-Mizraïma (Grande Loge française masculine de Memphis Misraïm).
Nakon raskola, Kloppel je 15. ožujka 1998. osnovao Veliku tradicionalnu ložu Memfisa-Mizraima (Grande Loge traditionnelle de Memphis-Misraim), a 5. svibnja iste godine prenio je naslov Svjetskog velikog meštra na Cheiknu Syllu. Kloppel je ostao član te lože u svojstvu običnog člana do 2007. godine. Izvornu Veliku ložu Francuske Drevnog i primitivnog obreda Memfisa-Mizraima na koncu je raspustio sud u Créteilu.

### Suvremena praksa i organizacija
Do 2012. godine, u Francuskoj je djelovalo oko 175 loža koje rade prema Obredu Memfisa-Mizraima, od čega ih je 40 unutar Velikog orijenta Francuske. Ovaj obred zadržava jednu posebnost u slobodnozidarskoj praksi: linija nasljeđa može se prenijeti preko jednog pojedinca, bez obzira na spol, pod uvjetom da je postigao određeni stupanj – 90. stupanj za Mizraim ili 95. za Memfis-Mizraïm. Ta je značajka omogućila veliku fleksibilnost pri osnivanju novih ogranaka, ali je istovremeno stvorila i poteškoće u provjeri legitimnosti. Osim formalno organiziranih loža, postoji i nepoznat broj neovisnih loža koje prakticiraju egipatske obrede, uključujući istraživačku i studijsku ložu u Parizu koja je oživjela ritual iz 1838. godine autora Marconisa de Nègrea. Obred se i dalje prakticira unutar brojnih velikih loža diljem svijeta, zadržavajući svoju prepoznatljivu orijentaciju na egipatske kulturne elemente i istraživanje odnosa između čovjeka i svetog.

## Opći ustroj
Obred Memfisa-Mizraima sastoji se od ukupno 99 stupnjeva. Prva tri stupnja – učenik, pomoćnik i majstor – dodjeljuju se unutar tzv. plavih loža ili simboličkih loža. Ti se stupnjevi nazivaju "plavi stupnjevi".
Preostalih 96 stupnjeva (od 4. do 99.), poznatih i kao visoki ili dodatni stupnjevi, predstavljaju proširenje i nadopunu prva tri, a njima upravljaju "Suverena utočišta Drevnog i primitivnog obreda Memfisa-Mizraima" (Sovereign Sanctuary of Ancient and Primitive Rite of Memphis-Misraïm). Iako naziv suverenaog utočišta može varirati ovisno o nadležnosti, struktura ostaje slična.
Važno je naglasiti da u slobodnom zidarstvu ne postoji viši stupanj od trećeg – stupnja majstora. Stoga se svi stupnjevi iznad trećeg trebaju smatrati dodatnim stupnjevima (čak i kada se nazivaju visokima); oni predstavljaju dodatnu edukaciju ili usavršavanje, a ne "viši čin" koji bi jednom majstoru dao viši status nad drugima.

### Upravljanje stupnjevima
Devedeset i devet stupnjeva Obreda Memphis-Misraim dodjeljuju različita upravna tijela. Prva među njima su plave lože koje dodjeljuju tri osnovna stupnja. Te lože djeluju pod okriljem nacionalnih velikih loža (ili u SAD-u – saveznih država), a ne pod suverenim utočištem.
Preostalih 96 stupnjeva (od 4. do 99.) dodjeljuje devet tijela. Broj tijela i nadležnosti nad stupnjevima mogu varirati ovisno o nadležnosti, no ova tijela su loža savršenstva (Lodge of Perfection), kapitel (Chapter), senat (Senate), areopag i tribunal (Areopagus and Tribunal), veliki konzistorij (Grand Consistory), veliko vijeće (Grand Council), veliki tribunal (Grand Tribunal), veliki mistični hram (Grand Mystic Temple) te suvereno utočište (Sovereign Sanctuary).
| Skupina stupnjeva | Naziv tijela         |
| ----------------- | -------------------- |
| 4° – 14°          | loža savršenstva     |
| 15° – 18°         | kapitel              |
| 19° – 29°         | senat                |
| 30° – 33°         | areopag i tribunal   |
| 34° – 71°         | veliki konzistorij   |
| 72° – 90°         | veliko vijeće        |
| 91°               | veliki tribunal      |
| 92° – 94°         | veliki mistični hram |
| 95° – 99°         | suvereno utočište    |

### Međunarodni veliki hierofanti
Popis velikih hierofanata međunarodnog Reda Memfisa-Mizraima:
1. Giuseppe Garibaldi (1881. – 1882.)
2. Giambattista Pessina (1882. – 1900.)
3. Ferdinando Francesco degli Oddi (1900. – 1902.)
4. John Yarker (1902. – 1913.)
5. Theodor Reuss (1913. – 1923.)

## Struktura stupnjeva

### Sekcije
Operativna ritualna struktura Obreda Memfisa-Mizraima organizirana je u četiri glavne sekcije, od kojih svaka ima vlastite značajke i posebnu funkciju unutar inicijatskog sustava. Sekcije su: Simbolička, Filozofsko-kabalistička, Gnostičko-hermetička i Hermetička. Svaka sekcija obuhvaća više ritualnih tijela, koja se dijelom prakticiraju putem rituala, a dijelom proučavaju i dodjeljuju komunikacijom, tj. prijenosom znanja "na maču".
- Simbolička sekcija se sastoji od ritualnih tijela nazvanih lože, koje djeluju pod okriljem nadležne velike lože. Njezin je cilj proučavanje i prakticiranje prva tri stupnja slobodnog zidarstva.[29]
- Filozofsko-kabalistička sekcija se sastoji se od 30 ritualnih odaja, od kojih se devet aktivno prakticira, dok se ostale proučavaju, a stupnjevi se u njima dodjeljuju komunikacijom "na maču". Rituali se prakticiraju u sljedećim stupnjevima: 4°, 7°, 8°, 9°, 11°, 16°, 21°, 30° i 33°. Ova sekcija istražuje i prenosi filozofska, hermetička i kabalistička učenja, temeljena na tradicijama ezoterijskog znanja.[29]
- Gnostičko-hermetička sekcija obuhvaća 38 ritualnih odaja, od kojih se samo 66. stupanj aktivno prakticira, unutar tijela poznatog kao Veliki konzistorij velikih posvetitelja patrijarha. Učenje ove sekcije temelji se na klasičnoj gnozi i njezinim duhovnim izvedenicama, s ciljem dubljeg razumijevanja odnosa između materijalnog i duhovnog svijeta.[29]
- Hermetička sekcija predstavlja zaključnu fazu inicijatskog puta unutar obreda Memfisa-Mizraima. Namijenjena je slobodnim zidarima koji su prošli cjelokupan simbolički i filozofski razvojni put kao "radnici Kraljevske Umjetnosti". Sastoji se od 24 ritualna tijela, od kojih se aktivno prakticiraju stupnjevi: 90°, 91°, 94° i 95°. Ova sekcija čuva najviša hermetička učenja i ezoterijsku simboliku, čime zaokružuje cjelovitu duhovnu inicijaciju unutar ovog drevnog i ezoterijskog slobodnozidarskog sustava.[29]

### Naslovni stupnjeva
Tradicionalnih 96 viših stupnjeva Obreda Memfisa-Mizraima su:
| Stupanj | Naslov                                                                  | Engleski naslov                                                   | Postavka i/ili tema                  | Tijelo               |
| ------- | ----------------------------------------------------------------------- | ----------------------------------------------------------------- | ------------------------------------ | -------------------- |
| 4°      | tajni majstor                                                           | Secret Master                                                     | istina i postojanje jednog Boga      | loža savršenstva     |
| 5°      | savršeni majstor                                                        | Perfect Master                                                    | Božja ljubav prema ljudskom rodu     | loža savršenstva     |
| 6°      | osobni tajnik                                                           | Intimate Secretary                                                | dokaz doktrine besmrtnosti           | loža savršenstva     |
| 7°      | starješina i sudac                                                      | Provost and Judge                                                 | pravda kao božanska posljedica       | loža savršenstva     |
| 8°      | intendant gradnje                                                       | Intendant of the Buildings                                        | nužnost reda                         | loža savršenstva     |
| 9°      | izabranik devetorice                                                    | Master Elect of Nine                                              | pravilno upravljanje pravosuđem      | loža savršenstva     |
| 10°     | slavni izabranik petnaestorice                                          | Illustrious Elect of Fifteen                                      | pravilno upravljanje                 | loža savršenstva     |
| 11°     | uzvišeni izabrani vitez                                                 | Sublime Knight Elect                                              | zakonodavna zastupljenost            | loža savršenstva     |
| 12°     | veliki majstor arhitekt                                                 | Grand Master Architect                                            | vrijednost rada                      | loža savršenstva     |
| 13°     | kraljevski luk                                                          | Royal Arch                                                        | božansko znanje                      | loža savršenstva     |
| 14°     | veliki izabranik Svetog trezora (Jakov VI. ili uzvišeni slobodni zidar) | Grand Elect of the Sacred Vault (Jacques VI ili Sublime Mason)    | nagrade za slobodnozidarski rad      | loža savršenstva     |
| 15°     | vitez istoka ili mača                                                   | Knight of the East or of the Sword                                | nada i vjera                         | kapitel              |
| 16°     | princ Jeruzalema                                                        | Prince of Jerusalem                                               | vječna slobodnozidarska doktrina     | kapitel              |
| 17°     | vitez istoka i zapada                                                   | Knight of the East and West                                       | pionirski duh                        | kapitel              |
| 18°     | uzvišeni vitez ružinog križa                                            | Sublime Prince Rose-Croix                                         | intelektualno nasljeđe               | kapitel              |
| 19°     | veliki pontifex ili uzvišeni škotski zidar nebeskog Jeruzalema          | Grand Pontiff or Sublime Scottish Mason of the Heavenly Jerusalem | građanska i vjerska tolerancija      | senat                |
| 20°     | vitez Hrama                                                             | Knight of the Temple                                              | nužnost opreza                       | senat                |
| 21°     | noahid ili pruski vitez                                                 | Noachite or Prussian Knight                                       | opravdanje istine                    | senat                |
| 22°     | vitez kraljevskog luka ili princ Libanona                               | Knight of the Royal Arch or Prince of Lebanon                     | budnost                              | senat                |
| 23°     | poglavar Šatora sastanka                                                | Chief of the Tabernacle                                           | sveta doktrina                       | senat                |
| 24°     | princ Šatora sastanka                                                   | Prince of the Tabernacle                                          | protivljenje sektaštvu               | senat                |
| 25°     | vitez mesingane zmije                                                   | Knight of the Brazen Serpent                                      | sloboda i jednakost                  | senat                |
| 26°     | škotsko trojstvo ili princ milosrđa                                     | Scottish Trinitarian or Prince of Mercy                           | filozofski savez                     | senat                |
| 27°     | veliki zapovjednik Hrama                                                | Grand Commander of the Temple                                     | sveopći mir                          | senat                |
| 28°     | vitez Sunca ili prosvijećeni princ                                      | Knight of the Sun or Prince Adept                                 | rezultat slobodnozidarske doktrine   | senat                |
| 29°     | veliki škotski vitez sv. Andrije Škotskog, princ svjetlosti             | Grand Scottish Knight of St. Andrew of Scotland, Prince of Light  | ustrajnost                           | senat                |
| 30°     | veliki izabrani vitez kadoš ili vitez bijelog i crnog orla              | Grand Elect Knight Kadosh, Knight of the White and Black Eagle    | obrana prava                         | areopag i tribunal   |
| 31°     | veliki inspektor inkvizitor zapovjednik                                 | Grand Inspector Inquisitor Commander                              | slobodnozidarska pravda              | areopag i tribunal   |
| 32°     | uzvišeni princ kraljevske tajne                                         | Sublime Prince of the Royal Secret                                | metafizika                           | areopag i tribunal   |
| 33°     | suvereni veliki generalni inspektor                                     | Sovereign Grand Inspector General                                 | božansko pravo                       | areopag i tribunal   |
| 34°     | vitez Skandinavije                                                      | Knight of Scandinavia                                             | Nordijska mitologija                 | veliki konzistorij   |
| 35°     | uzvišeni zapovjednik Hrama                                              | Sublime Commander of the Temple                                   | misterije hrama                      | veliki konzistorij   |
| 36°     | uzvišeni pregovarač                                                     | Sublime Negotiate                                                 | geometrija i astronomija             | veliki konzistorij   |
| 37°     | vitez Shote (prosvjetitelj istine)                                      | Knight of Shota (Adept of Truth)                                  | drevne inicijacije                   | veliki konzistorij   |
| 38°     | uzvišeni izabranik istine                                               | Sublime Elect of Truth                                            | drevne misterije                     | veliki konzistorij   |
| 39°     | veliki izabranik eona                                                   | Grand Elect of the Aeons                                          | božansko gospodarstvo                | veliki konzistorij   |
| 40°     | mudrac šivaist (savršeni mudrac)                                        | Sage Sivaist (Perfect Sage)                                       | prirodni zakoni                      | veliki konzistorij   |
| 41°     | vitez duge                                                              | Knight of the Rainbow                                             | solarna simbolika                    | veliki konzistorij   |
| 42°     | princ svjetlosti                                                        | Prince of Light                                                   | čistoća i pravda                     | veliki konzistorij   |
| 43°     | uzvišeni mudrac hermetizma                                              | Sublime Hermetic Sage                                             | simbolika rođenja i smrti            | veliki konzistorij   |
| 44°     | princ zodijaka                                                          | Prince of the Zodiac                                              | nebeske korespondencije              | veliki konzistorij   |
| 45°     | uzvišeni mudrac misterija                                               | Sublime Sage of the Mysteries                                     | svjetlo i tama                       | veliki konzistorij   |
| 46°     | uzvišeni župnik koliba                                                  | Sublime Pastor of the Huts                                        | alkemija                             | veliki konzistorij   |
| 47°     | vitez sedam zvijezda                                                    | Knight of the Seven Stars                                         | zvjezdana simbolika                  | veliki konzistorij   |
| 48°     | uzvišeni čuvar Svete gore                                               | Sublime Guardian of the Sacred Mount                              | najviše misterije                    | veliki konzistorij   |
| 49°     | uzvišeni mudrac piramida                                                | Sublime Sage of the Pyramids                                      | inicijacijski putevi                 | veliki konzistorij   |
| 50°     | uzvišeni filozof sa Samotrake                                           | Sublime Philosopher of Samothrace                                 | velike Božje misterije               | veliki konzistorij   |
| 51°     | uzvišeni titan Kavkaza                                                  | Sublime Titan of Caucasus                                         | mit o Prometeju                      | veliki konzistorij   |
| 52°     | mudrac labirinta                                                        | Sage of the Labyrinth                                             | hermetizam                           | veliki konzistorij   |
| 53°     | vitez feniksa                                                           | Knight of the Phoenix                                             | regeneracija                         | veliki konzistorij   |
| 54°     | uzvišeni pjesnik                                                        | Sublime Scalde                                                    | svjetske tradicije                   | veliki konzistorij   |
| 55°     | uzvišeni orfički doktor                                                 | Sublime Orphic Doctor                                             | orfičke misterije                    | veliki konzistorij   |
| 56°     | pontifex iz Kadmije                                                     | Pontiff of Cadmia                                                 | alkemijski rad                       | veliki konzistorij   |
| 57°     | uzvišeni mag                                                            | Sublime Mage                                                      | duh i materija                       | veliki konzistorij   |
| 58°     | princ Brahmanski                                                        | Prince Brahmin                                                    | brahmanska mudrost                   | veliki konzistorij   |
| 59°     | veliki pontifex Ogigije                                                 | Grand Pontiff of Ogygia                                           | Homerska mudrost                     | veliki konzistorij   |
| 60°     | uzvišeni čuvar triju vatri                                              | Sublime Guardian of the Three Fires                               | trostrana priroda                    | veliki konzistorij   |
| 61°     | uzvišeni nepoznati filozof                                              | Sublime Unknown Philosopher                                       | okultna medicina                     | veliki konzistorij   |
| 62°     | uzvišeni mudrac iz Eleuzine                                             | Sublime Sage of Eleusis                                           | Eleuzinske misterije                 | veliki konzistorij   |
| 63°     | uzvišeni Kawi                                                           | Sublime Kawi                                                      | ljubavi i jedinstvo                  | veliki konzistorij   |
| 64°     | mudrac mitre                                                            | Sage of Mithra                                                    | Mitraičke misterije                  | veliki konzistorij   |
| 65°     | patrijarh veliki instalater                                             | Patriarch Grand Installer                                         | čuvanje svetog znanja                | veliki konzistorij   |
| 66°     | patrijarh veliki posvetitelj                                            | Patriarch Grand Consecrator                                       | čuvanje svetih obreda                | veliki konzistorij   |
| 67°     | patrijarh veliki hvalilac                                               | Patriarch Grand Eulogist                                          | održavanje tradicije                 | veliki konzistorij   |
| 68°     | patrijarh istine                                                        | Patriarch of Truth                                                | heliopoliska mudrost                 | veliki konzistorij   |
| 69°     | vitez zlatne grane eleuzine                                             | Knight of the Golden Branch of Eleusis                            | inicijacijski simboli                | veliki konzistorij   |
| 70°     | patrijarh planisfere                                                    | Patriarch of the Planispheres                                     | božanska mudrost                     | veliki konzistorij   |
| 71°     | patrijarh svete vede                                                    | Patriarch of the Sacred Vedas                                     | hinduistička mudrost                 | veliki konzistorij   |
| 72°     | uzvišeni majstor mudrosti                                               | Sublime Master of Wisdom                                          | misterijske tradicije                | veliko vijeće        |
| 73°     | doktor svete vatre                                                      | Doctor of Sacred Fire                                             | okultna vatra                        | veliko vijeće        |
| 74°     | uzvišeni majstor śloke                                                  | Sublime Master of the Sloka                                       | sveti ritam                          | veliko vijeće        |
| 75°     | vitez libijskog lanca                                                   | Knight of the Lybian Chain                                        | vrhovni konzistorijski stupanj       | veliko vijeće        |
| 76°     | patrijarh Izide                                                         | Patriarch of Isis                                                 | hijeroglifi                          | veliko vijeće        |
| 77°     | uzvišeni vitez teozof                                                   | Sublime Knight Theosopher                                         | usporedna religija                   | veliko vijeće        |
| 78°     | veliki pontifex Tebe                                                    | Grand Pontiff of Thebes                                           | tebanska mudrost                     | veliko vijeće        |
| 79°     | vitez strašnog Sadaa                                                    | Knight of the Formidable Sadah                                    | misteriozna postojanost              | veliko vijeće        |
| 80°     | uzvišeni izabranik svetišta                                             | Sublime Elect of the Sanctuary                                    | Ra mitologija                        | veliko vijeće        |
| 81°     | patrijarh Memfisa                                                       | Patriarch of Memphis                                              | Horusova tradicija                   | veliko vijeće        |
| 82°     | veliki izabranik Midgarda                                               | Grand Elect of Midgard                                            | nordijska kozmologija                | veliko vijeće        |
| 83°     | uzvišeni vitez doline Oddyja                                            | Sublime Knight of the Valley of Oddy                              | egipatska eneada                     | veliko vijeće        |
| 84°     | doktor izeda                                                            | Doctor of the Izeds                                               | zoroastrijska hijerarhija            | veliko vijeće        |
| 85°     | uzvišeni majstor blistavog prstena                                      | Sublime Master of the Luminous Ring                               | Egipatski simboli                    | veliko vijeće        |
| 86°     | pontifex Serapisa                                                       | Pontiff of Serapis                                                | sveta mudrost                        | veliko vijeće        |
| 87°     | uzvišeni princ slobodnog zidarstva                                      | Sublime Prince of Masonry                                         | pregled svih stupnjeva               | veliko vijeće        |
| 88°     | veliki izabranik svetog suda                                            | Grand Elect of the Sacred Court                                   | ezoterično učenje                    | veliko vijeće        |
| 89°     | patrijarh mističnog grada                                               | Patriarch of the Mystic City                                      | istina i nada                        | veliko vijeće        |
| 90°     | patrijarh uzvišeni majstor velikog djela                                | Patriarch Sublime Master of the Great Work                        | vrhovna alkemija                     | veliko vijeće        |
| 91°     | uzvišeni patrijarh veliki branitelj reda                                | Sublime Patriarch Grand Defender of the Order                     | čuvanje integriteta Reda             | veliki tribunal      |
| 92°     | uzvišeni kateheta                                                       | Sublime Catechist                                                 | mudrost Reda                         | veliki mistični hram |
| 93°     | veliki inspektor generalni regulator                                    | Grand Inspector Regulator General                                 | reguliranje rada Reda                | veliki mistični hram |
| 94°     | uzvišeni patrijarh Memfisa                                              | Sublime Patriarch of Memphis                                      | čuvanje tradicije Memfisa            | veliki mistični hram |
| 95°     | uzvišeni patrijarh veliki konzervator                                   | Sublime Patriarch Grand Conservator                               | čuvanje tradicije Reda               | suvereno utočište    |
| 96°     | zamjenik nacionalnog velikog majstora                                   | National Deputy Grand Master                                      | potpredsjednik nacionalnog utočišta  | suvereno utočište    |
| 97°     | nacionalni veliki majstor                                               | National Grand Master                                             | predsjednik nacionalnog utočišta     | suvereno utočište    |
| 98°     | zamjenik svjetskog velikog majstora                                     | World Deputy Grand Master                                         | potpredsjednik međunarodnog utočišta | suvereno utočište    |
| 99°     | najuzvišeniji svjetski veliki majstor, veliki hierofant                 | Most Serene Grand Master of the World, Grand Hierophant           | predsjednik međunarodnog utočišta    | suvereno utočište    |

## Filozofske osnove
Egipatski obredi temeljno se razlikuju od drugih slobodnozidarskih tradicija po svojoj dubokoj povezanosti s egipatskom kulturom, s posebnim naglaskom na odnos čovjeka i svetoga. Njeguju drevnu egipatsku razliku između "istinitog" i "stvarnog", nastojeći unutar slobodnozidarskog okvira oživjeti drevne misterije. Ovakav filozofski pristup pomogao je očuvanju jedinstvenog identiteta obreda, istodobno omogućujući njegovo prilagođavanje suvremenoj slobodnozidarskoj praksi. Današnje djelovanje Obreda Memfisa-Mizraima i dalje odražava to naslijeđe, naglašavajući ezoterijsko znanje i praktičnu mudrost. Obred zadržava svoju ulogu jedinstvenog mosta između drevnih egipatskih misterija i moderne slobodnozidarske tradicije, iako se njegova praksa tijekom vremena značajno razvila u odnosu na izvorne oblike iz 18. i 19. stoljeća.
Mnogi istraživači viših stupnjeva slobodnog zidarstva pokušali su usporediti stupnjeve Obreda Memfisa-Mizraima s onima drugih obrednih sustava. No takve su usporedbe vrlo složene i često nepouzdane, osobito u ovom kontekstu. Unatoč tome, moguće je iznijeti određene smjernice za lakše snalaženje u ovom području proučavanja:
1. Poučavanje unutar Obreda Memfisa-Mizraima započinje već od prvog stupnja plave lože, dok u većini drugih obreda viši stupnjevi dolaze tek nakon trećeg (majstorskog) stupnja.
2. 33. stupanj Obreda Memfisa-Mizraima ne može se poistovjetiti s 33. stupnjem Drevnog i prihvaćenog škotskog obreda, iako u nekim slobodnozidarskim sustavima iz drugih zemalja, iz razloga koji nadilaze ovaj kontekst, takva su poistovjećenja ponekad prihvaćena. Prema dostupnim analizama, ne postoje izravne podudarnosti između stupnjeva Obreda Memfisa-Mizraima i onih koje prakticira Škotski obred. Tvrdnja da su ta dva obreda slična nije točna, jer među njima ne postoji podudarnost ni u inicijatskom putu, ni u operativnim ciljevima. Riječ je o dva duboko različita obreda.
3. Obred Memfisa-Mizraima ima viteški i iluministički karakter, duboko je rozenkrojcerski i hermetički, s izraženim kabalističkim funkcijama, te njegovi viši stupnjevi nemaju izravnih analogija s ostalim obrednim sustavima unutar slobodnog zidarstva.

### Prvobitni nauk
Obred Memfisa-Mizraima temelji se na simboličkoj filozofskoj ljestvici koja se sastoji od 95 stupnjeva, odnosno stepenica, koje predstavljaju različite razine  rada slobodnog zidara. Iako njihov broj može djelovati pretjerano, ove se razine shvaćaju kao etape jednog inicijatskog puta, u kojem majstor postupno produbljuje vlastitu duhovnu spoznaju. Taj se put tumači kao simboličko uranjanje u dubine vlastitog bića, čiji je krajnji cilj ostvarenje Velikog djela, temeljne ideje hermetičke filozofije.
Za ispravno razumijevanje strukture Obred Memfisa-Mizraima, potrebno ga je promatrati kao složeni sustav koji čuva i prenosi stupnjeve koji su, zbog povijesnih i društvenih okolnosti, nestali iz suvremene slobodnozidarske prakse. Taj sustav ne treba shvaćati u smislu hijerarhije moći jer velik broj stupnjeva ne znači i veći autoritet. Naprotiv, stupnjevi nemaju političku, upravljačku ili operativnu funkciju, već isključivo inicijatsku i obrazovnu svrhu. Svaki stupanj označava duhovnu prekretnicu, a napredovanje kroz njih odražava individualni razvoj i dosezanje unutarnjih ciljeva.
Ritualnost obreda predstavlja vrijednu priliku za istraživanje i produbljivanje različitih duhovnih tradicija koje su tijekom stoljeća oblikovale univerzalno slobodno zidarstvo. Među ključnim ciljevima obreda ističe se približavanje klasičnoj gnostičkoj tradiciji, koja je u plavom slobodnom zidarstvu često zanemarena ili površno obrađena. Klasična gnoza temelji se na sljedećim načelima:
- preegzistencija duša,
- silazak u tjelesnu (materijalnu) egzistenciju,
- napuštanje Plerome (duhovnog svijeta izvan osjetilne spoznaje[34]) i pad u Kenomu (svijet forme i osjetila),
- mogućnost povratka duše u Pleromu,
- proučavanje tajni posthumnog života, izraženih u simbolici slobodnog zidarstva kao "Vječni Istok".

Nakon prva tri simbolička stupnja, ova se znanja obrađuju kroz posebne rituale koji sadrže simbole i elemente iz drevnih disciplina, poput aleksandrijske gnoze, židovske kabale, ali i duhovnih tradicija Dalekog Istoka, uključujući taoizam i tibetanski budizam. Ovi rituali obogaćeni su znakovima, lozinkama i koracima koji se mogu povezati s različitim ezoterijskim i mističnim sustavima.
Obred Memfisa-Mizraima uključuje i simboličke reference na okultne znanosti, kao što su alkemija, astrologija i teurgija, no njihov je cilj isključivo duhovna kontemplacija, a ne praktična primjena. Za one koji su u stanju usmjeriti se prema vlastitoj "unutarnjoj biti", ritualna praksa predstavlja snažno sredstvo za pristup i razumijevanje znanja poznatog kao "kraljevska tajna". Temeljna odlika obreda je izrazito deistička i duhovna orijentacija. Obred afirmira vjerovanje u vječnost duha i besmrtnost duše, odnosno u duhovni kontinuitet nakon smrti fizičkog tijela. To je ujedno i jedina dogmatska postavka obreda. Obred Memfisa-Mizraima nije vezan uz nijednu religiju, niti od članova zahtijeva bilo kakvu vjersku pripadnost, već svakom članu jamči potpunu slobodu mišljenja, vjere i izražavanja.

## Rasprostranjenost

### Velike lože
Suverene velike lože koje svoj rad temelje na Obredu Memfisa-Mizraima su:
- Velika simbolička loža Francuske[35]
- Velika francuska loža za Memfis-Mizraim[36]
- Velika ženska loža za Memfis-Mizraim[37]
- Velika mješovita loža za Memfis-Mizraim[38]
- Federacija Memfisa-Mizraima[39]
- Velika talijanska loža egipatskih obreda
- Velika egipatska loža Italije
- Velika loža Italije za Memfis-Mizraim[40]
- Velika simbolička loža Baltičkih zemalja za Memfis-Mizraim[41]
- Velika simbolička loža Bjelokosti za Memfis-Mizraim[42]
- Velika regularna loža Španjolske za Memfis-Mizraim[43]

### Upravna tijela viših stupnjeva
Suverena utočišta obred Memfisa-Mizraima djeluju na područjima nadležnosti sljedećih regularnih velikih loža temeljem potpisanih konkordata:
- Veliki orijent Italije → Suvereno utočište Italije Orijentalnog masonskog reda Drevnog i primitivnog obreda Memfisa i Mizraima[44]
- Velika loža Hrvatske → Suvereno utočište Drevnog i primitivnog obreda Memfisa-Mizraima Hrvatske[45]
- Nacionalna velika loža Rumunjske → Suvereno utočište Drevnog i primitivnog obreda Memfisa-Mizraima Rumunjske[46]
- Velika loža Rusije → Suvereno utočište Rusije Drevnog i primitivnog obreda Memfisa-Mizraima

## Vanjske poveznice
- Memphis-Misraim Freemasonry
- Sovereign Grand Sanctuary of Adriatic